# Metamorphose
Metamorphose – Metamorfoza – Teatr Masek, Dźwięku i Tańca, powołany w 1987 r. przez Reinharda Kreckela, realizuje przedstawienia niewerbalne (performance), posługując się takimi elementami jak ciało, maska, dźwięk, muzyka i przestrzeń.

## Program i metody pracy
Według twórców Metamorphose w centrum przedstawień ukazany jest człowiek w interakcji ze swoim środowiskiem. Za pomocą akustyczno – wizualnej oprawy, stworzonej poprzez taniec, dźwięk, charakteryzację oraz projekcje multimedialne, inspiruje się widza do nieznanego mu dotychczas sposobu doświadczania i odczuwania elementarnych zasad życia i jego powiązań.
Metamorphose świadomie rezygnuje z używania mowy w trakcie przedstawienia. Zdaniem jej twórców naturalne bariery komunikacji werbalnej zanikają, natomiast powiększa się przestrzeń komunikacji niewerbalnej. Myśli, skojarzenia i wrażenia swobodnie się rozwijają i otwierają drogę do nowych doświadczeń. Artystyczno – twórcze przedstawienie Metamorphose dostarcza nowych bodźców, które poszerzają świadomość i uwrażliwiają na ponowne odkrywanie podstawowych wartości.
Głównymi rekwizytami Metamorphose są maska i kostium. Maska obejmuje całą głowę, a kostiumu pokrywa całe ciało, które w zamyśle tworzą żywe i ekspresyjne obrazy emocji i procesów umysłowych. Szczególne znaczenie w inscenizacjach przypisuje się tańcom. Ciało tancerza spełnia rolę medium pozwalającego widzowi odczuwać i doświadczać nowych emocji i nastrojów w bezpośredni sposób. Ruchy, przemiany postaci i ich wyglądu łączą się z naturalnymi kompozycjami dźwięku, swobodnie improwizowanymi przez muzyków. Powstają kolaże dźwięku, które tworzą nastrojową i harmonijną kompozycję.
Skład osobowy Metamorphose często się zmienia, dlatego prawie każde kolejne przedstawienie jest produkcją innego zespołu. Wspólnie z dyrektorem artystycznym Reinhardem Kreckelem zespół wystawia przedstawienia w Niemczech i za granicą. Podczas realizacji przedstawień artyści żyją i pracują razem. Merytoryczna strona projektu opiera się na intensywnej wymianie idei i jest źródłem twórczej inspiracji. Taka forma pracy międzynarodowego zespołu stwarza przestrzeń do ludzkich spotkań.
Nowe przedstawienie, zaplanowana na rok 2005, będzie się koncentrowało na komunikacji, uzdrawianiu i pokoju.

## Dotychczasowe przedstawienia

### Viavita – The Wheel fo Life
Miejsce powstania: Zagłębie Ruhry.
ViaVita jest aktualną produkcją Metamorphose. Próbuje zrozumie cykl życia, zasad, przyczyn i skutków stanów umysłu przez analogię z tybetańskim obrazem „Koło życia”.

### Il Ciclo De La Luna
Miejsce powstania: Toskania (Włochy)
Il Ciclo de la Luna opowiada “księżycowe historie” w abstrakcyjny sposób, a konkretnie poprzez
użycie elementów dźwiękowych i rzeźby. Powstaje baśniowe przedstawienie ukazujące fantastyczny, księżycowy świat. Inscenizowane historie obracają się wokół przesądów, snów, fascynacji księżycem, jego cyklami oraz związanymi z nim rytuałami. Fantastyczne, zjawiskowe istoty ukazują oddziaływanie światła księżyca i jego wpływ na ciało i psychikę.

### Quake
Miejsce powstania: Sardynia
Quake symbolizuje rozpad stabilnych ludzkich związków i naturalnego środowiska. Zdaniem jego autorów ukazuje możliwości konfrontacji z zaistniałą sytuacją życiową w zupełnie nowy, kreatywny sposób. Co więcej, przedstawienie pokazuje szanse, jakie niesie ze sobą przyszłość.

### Requiem Trinitatis Industriae
Miejsce powstania: Zagłębie Ruhry
„Requiem Trinitatis Industriae” czyli „Requiem Przemysłowej Trójcy” jest przedstawieniem typu performance. Artyści ukazują w formie retrospektywy gigantyczny system produkcji przemysłowej pod koniec XX wieku, który definiuje życie w Zagłębiu Ruhry.

### Rendez–Vous–Elementaire
Miejsce powstania: Francja, Niemcy
Przedmiotem Rendez–Vous–Elementaire są rozważania naszego związku z elementami bytu i jego całokształtem w czasie i przestrzeni. Jego podstawą jest historia „Medycznego Koła”, znanego z wierzeń indiańskich oraz mitów europejskich. Artyści przedstawiają charakterystyczne właściwości pierwiastków alchemicznych: ziemi, wody, ognia i powietrza oraz ich związki względem siebie.